# Samira Negrouche
Samira Negrouche   (Alger, 13 de setembre de 1980) és una escriptora i poeta francòfona algeriana. Doctora en medicina, treballa i viu a Algèria.
És una autora reconeguda internacionalment, sobretot per la seua poesia, però també escriu textos en prosa, acadèmics i teatrals, entre d'altres. Realitza un important treball de traducció de poesia contemporània àrab i algeriana i també d'altres texts escrits originàriament en llengües sense estat o llengües anomenades "minoritàries", a l'anglès i el francés. El seu esperit inquiet la impulsa a treballar en diversos camps, com en el vídeo, el teatre, la dansa, fotografia, i altres arts visuals.Obtingué una beca del Centre nacional del Llibre francés per realitzar una estada literària entre 2004 i 2005. També fou convidada a la casa d'Arthur Rimbaud a Charleville-Mézières. El 2009 a Lió, una de les seues presentacions, anomenada Sense precaució… tingué molt d'èxit i la va fer amb la col·laboració de la reconeguda cantant i música grega Angèlica Ionatos.Durant el 2012, per a la revista Ici è là edità poesia francòfona algeriana contemporània. Prepara també una compilació de poesia algeriana contemporània escrita en àrab, amazic i francés, per a la revista del Quebec Exit.
Samira Negrouche és una autora reconeguda internacionalment, sobretot per la seua poesia, però també escriu textos en prosa, acadèmics i teatrals, entre d'altres. Realitza un important treball de traducció de poesia contemporània àrab i algeriana i també d'altres texts escrits originàriament en llengües sense estat o llengües anomenades "minoritàries", a l'anglès i el francés. El seu esperit inquiet la impulsa a treballar en diversos camps, com en el vídeo, el teatre, la dansa, fotografia, i altres arts visuals.Obtingué una beca del Centre nacional del Llibre francés per realitzar una estada literària entre 2004 i 2005. També fou convidada a la casa d'Arthur Rimbaud a Charleville-Mézières. El 2009 a Lió, una de les seues presentacions, anomenada Sense precaució… tingué molt d'èxit i la va fer amb la col·laboració de la reconeguda cantant i música grega Angèlica Ionatos.Durant el 2012, per a la revista Ici è là edità poesia francòfona algeriana contemporània. Prepara també una compilació de poesia algeriana contemporània escrita en àrab, amazic i francés, per a la revista del Quebec Exit.
Samira duu una vida literària molt activa: la conviden a participar en actes literaris internacionals en què se sol implicar com a participant i coordinadora o administradora. Forma part del comitè internacional del festival "Veus del Mediterrani" de Lodeva i és la secretària general del PEN Club d'Algèria. També creà CADMOS, una associació cultural compromesa amb la preservació del patrimoni cultural de la Mediterrània.

## Traduccions de la seua obra
- "Il pal elettrico soltanto", traducció a l'italià per Giovanni Dettori, en "Soliana", n°1, (Càller), nov. 2007. Revista de cultura, p. 21-25.
- Jazz degli ulivi, traducció a l'italià per Annie Urselli, Alberobello, Itàlia : Poiesis Editrice, col. Diwan della poesia, 2011.
- The olive-trees' Jazz and other poems, translated by Marilyn Hacker. Pleiades Press, USA, 2020